# Bupleurum setaceum
Bupleurum setaceum là một loài thực vật có hoa trong họ Hoa tán. Loài này được Fenzl mô tả khoa học đầu tiên năm 1860.